# Коленчатый переулок
Коле́нчатый переу́лок (до 17 декабря 1925 года — Чистяко́в переу́лок, до 1922 года — Соколо́вский переу́лок) — переулок в Северном административном округе города Москвы на территории Савёловского района.

## История
Переулок получил современное название по примыканию к ныне не существующей Коленчатой улице (сам переулок также имеет излом-«колено»). До 17 декабря 1925 года назывался Чистяко́в переу́лок, до 1922 года — Соколо́вский переу́лок (происхождение названий не установлено).

## Расположение
Трасса Коленчатого переулка состоит из двух участков. Первый участок проходит от Петровско-Разумовского проезда на юго-запад до улицы Мишина. Второй участок проходит от улицы Мишина на юго-запад до улицы Верхняя Масловка. Второй участок смещён относительно первого участка на юг по улице. По Коленчатому переулку не числится домовладений.

## Транспорт

### Наземный транспорт
По Коленчатому переулку не проходят маршруты наземного общественного транспорта. У юго-западного конца переулка, на улице Верхняя Масловка, расположены остановка «Улица Верхняя Масловка, д. 15» автобусов № т42, 727, у северо-восточного, на Петровско-Разумовском проезде, — остановка «Петровско-Разумовский проезд» автобусов 22, 692.

### Метро
- Станции метро «Динамо» Замоскворецкой линии и «Петровский парк» Большой кольцевой линии — юго-западнее переулка, на Ленинградском проспекте у примыкания к нему Театральной аллеи.
- Станция метро «Савёловская» Серпуховско-Тимирязевской линии и одноимённая станция Большой кольцевой линии — восточнее переулка, на площади Савёловского Вокзала.